# HD 157661
Désignations
HD 157661 est une probable étoile triple de la constellation de l'Autel. Avec une parallaxe annuelle mesurée de 5,13 mas, elle est située à une distance d'environ 640 années-lumière (190 parsecs) de la Terre. La magnitude apparente combinée des trois étoiles est de 5,29, ce qui signifie qu'elle est faiblement visible à l'œil nu.

## Système
Les composants internes du système sont constitués d'une paire d'étoiles de la séquence principale de type B. L'étoile la plus brillante a une magnitude de 5,70 et a un type spectral B7V. À une séparation angulaire de 2,115 secondes d'arc se trouve la composante secondaire de magnitude 6,46, qui a un type spectral B9,5V. Un troisième membre du système a une magnitude de 7,6. C'est une étoile blanche de la séquence principale située a une séparation de 103 secondes d'arc.